# Fernand Keuleneer

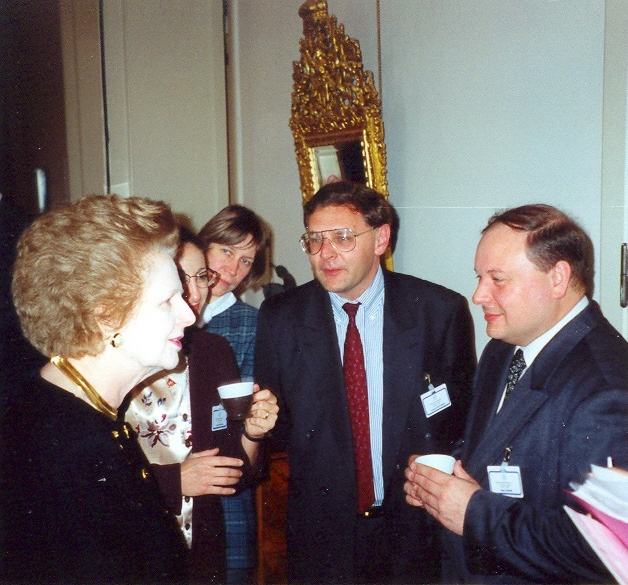
Mei 1996 in Praag: v.l.n.r. Thatcher met Therese Raphael van The Wall Street Journal, Alexandra Colen, Fernand Keuleneer en Gaidar

Fernand Keuleneer (1957) is een Belgisch advocaat, publicist en opiniemaker. Hij was de advocaat van de in 2019 overleden kardinaal Danneels.

## Biografie
Fernand Keuleneer studeerde rechten en economie aan de KU Leuven en Master of Laws aan de Yale-universiteit. In 1982 werd hij advocaat aan de balie te Brussel. Tussen 1988 en 1992 verbleef hij in New York. Hij verwierf vooral bekendheid toen hij in 2010 advocaat was van Godfried Danneels tijdens Operatie Kelk. Keuleneer richtte in 1998 zijn eigen kantoor op, Ks4V. Matthias Storme was een van de eerste vennoten. Hij was voorzitter van het Vlaams Pleitgenootschap van 2000 tot 2001 en lid van de Nederlandse Orde van Advocaten bij de balie van Brussel van 2001 tot 2004. Tevens is hij lid van de algemene vergadering van de Orde van Vlaamse Balies.
Tijdens zijn studies was Keuleneer lid van het Katholiek Vlaams Hoogstudentenverbond (KVHV). Nadien werd hij hoofdredacteur van Alternatief, opgericht door de latere Vaticaanwoordvoerder Vic van Brantegem. In 1990 richtte hij met wijlen Pieter Huys, journalist Paul Beliën en advocaat Jean-Pierre De Bandt het tijdschrift Nucleus op.
Daarnaast was hij tussen 2002 en 2012 lid van de controle- en evaluatiecommissie euthanasie.. Hij ijvert voor een strengere euthanasiewet, waarbij hij wijst op de bijzondere gevaren van de laksheid van de huidige wetgeving, die volgens hem in de praktijk evolueert naar het recht om te sterven via medische interventie op elk moment en op eerste verzoek. In 2020 werd hij uitgesloten als advocaat van de familie van Tine Nys in het euthanasieproces, omdat hij eerder als plaatsvervangend lid van de Federale controle en evaluatiecommissie euthanasie had gefungeerd. Hij uitte kritiek op de huidige euthanasiewetgeving en waarschuwde dat deze kan leiden tot een veralgemeend recht op zelfdoding. In een interview benadrukte hij de noodzaak van een strengere regulering om misbruik te voorkomen.
In 2022 hield het advocatenkantoor Ks4V op te bestaan. Vervolgens richtte Fernand Keuleneer "Keuleneer advocaten" op, gevestigd aan de Louizalaan te 1050 Brussel.